# Berts bekännelser
Berts bekännelser er en ungdomsroman i dagbogsform af de svenske forfattere Anders Jacobsson og Sören Olsson, udgivet i 1992. Den handler om Albert (Bert Ljung) under det året han fylder 15 på forrårssemestret i 8. klasse.

## Handling
Bert går i 8. klasse (8 A), og er er forelsket i Emilia. De slår op op den 1. marts, og Bert forelsker sig siden i Gabriella i 6. klasse.